# Бронепалубные крейсера типа «Рейна Регенте»
Бронепалубные крейсера типа «Рейна Регенте» — тип крейсеров испанского флота конца XIX века. Всего построено 3 единицы: «Рейна Регенте» (исп. Reina Regente), «Лепанто» (исп. Lepanto), «Альфонсо XIII» (исп. Alfonso XIII).

## Проектирование и постройка
Автором проекта стал британский инженер Джон Биле, разработавший его на основе британских крейсеров типа «Ривер».
В водоизмещение 4500 т удалось вписать механизмы и очень мощное вооружение из четырёх 200-мм и шести 120-мм орудий системы Онтория.

## Служба
- «Рейна Регенте» — заложен в июне 1886 года на верфи «Томпсон» в Глазго, спущен в 1887 году. 22 октября 1895 года пропал без вести погиб в штормовую погоду на переходе из Танжера в Кадис.

- «Альфонсо XIII» — спущен 31 августа 1891 года на верфи ВМФ в Эль-Ферроле, вошёл в строй в 1895 году. Не смог пройти программу испытаний и был списан.

- «Лепанто» — спущен в 1892 году на верфи ВМФ в Картахене, вошёл в строй в 1895 году как учебный корабль. Списан на слом в 1912 году.